# Carina Zöll
Carina Zöll (* 8. Januar 1990 in Ober-Flörsheim als Carina Brechters) ist eine ehemalige deutsche Triathletin.

## Werdegang
Carina Brechters studierte an der Deutschen Hochschule für Prävention und Gesundheitsmanagement in Saarbrücken.
Im August 2007 wurde sie Dritte bei der Triathlon-Weltmeisterschaft in Hamburg in der Altersklasse der 16- bis 19-Jährigen.
Als Mitglied der Sportfördergruppe der Bundeswehr startete sie von 2010 bis 2015 für das Stadtwerke Team Witten und seit 2016 für das Poseidon Worms (Rowe Ti-Team).
Carina Brechters wurde für ihre sportlichen Leistungen 2012 mit dem „Wormser Rotaach“ ausgezeichnet.
Im Mai 2014 wurde sie in Köln Siebte bei der Aquathlon-Europameisterschaft. Im Oktober wurde die 24-Jährige auf Mallorca bei ihrem ersten Start auf der Triathlon-Mitteldistanz Zehnte bei der ETU-Europameisterschaft.
Im März 2016 wurde sie Zweite auf der halben Ironman-Distanz (1,9 km Schwimmen, 90 km Radfahren und 21,1 km Laufen) beim Ironman 70.3 Taiwan, nachdem sie hier noch lange Zeit in Führung gelegen war.

Im Mai konnte sie in Buschhütten auf der olympischen Distanz die 30. Auflage des traditionsreichen Rennens beim Siegerland-Cup gewinnen.
Seit 2016 tritt sie nicht mehr international in Erscheinung.
Seit November 2017 ist sie mit Matthias Zöll verheiratet. Carina Zöll lebt in Worms. Sie wird trainiert von Brett Sutton.

## Sportliche Erfolge
| Datum/Jahr    | Rang | Wettbewerb                                            | Austragungsort    | Zeit     | Bemerkung                                                                                                   |
| ------------- | ---- | ----------------------------------------------------- | ----------------- | -------- | --- |
| 8. Mai 2016   | 1    | Siegerland-Cup                                        | Buschhütten       | 01:57:48 | Siegerin auf der olympischen Distanz                                                                        |
| 28. Juni 2015 | 11   | DTU Deutsche Triathlon-Meisterschaft Sprintdistanz    | Düsseldorf        | 01:01:08 | Deutsche Triathlon-Meisterschaft auf der Sprintdistanz (0,75 km Schwimmen, 20 km Radfahren und 5 km Laufen) |
| 3. Aug. 2014  | 8    | ETU Triathlon European Cup                            | Istanbul          | 01:04:32 | |
| 31. Aug. 2013 | 15   | DTU Deutsche Triathlon-Meisterschaft Sprintdistanz    | Hannover          | 01:05:22 | hinter der Triathlon-Meisterin auf der Sprintdistanz Anne Haug                                              |
| 4. Aug. 2013  | 2    | Frankfurt-City-Triathlon                              | Frankfurt am Main |          | Zweite hinter Natascha Schmitt                                                                              |
| 29. Apr. 2012 | 1    | Stadt-Triathlon München                               | München           | 00:55:53 | [ 7 ] |
| 3. Juli 2011  | 2    | Alpen-Triathlon                                       | Schliersee        |          | |
| 30. Aug. 2007 | 3    | ITU Short Distance Triathlon World Championship 16-19 | Hamburg           | 01:14:50 | Dritte in der Altersklasse                                                                                  |

| Datum/Jahr    | Rang | Wettbewerb                                           | Austragungsort       | Zeit     | Bemerkung                                                    |
| ------------- | ---- | ---------------------------------------------------- | -------------------- | -------- | ------------------------------------------------------------ |
| 12. Juni 2016 | 3    | Ironman 70.3 Italy                                   | Pescara              | 04:47:53 |                                                              |
| 27. März 2016 | 2    | Ironman 70.3 Taiwan                                  | Kenting-Nationalpark | 04:26:52 | [ 8 ]                                                        |
| 13. Sep. 2015 | 2    | ITU Long Distance Triathlon Series Event             | Weihai               | 04:48:37 |                                                              |
| 18. Okt. 2014 | 10   | ETU Middle Distance Triathlon European Championships | Peguera              | 04:56:27 | Europameisterschaft im Rahmen der Challenge Paguera-Mallorca |

| Datum/Jahr   | Rang | Wettbewerb                           | Austragungsort | Zeit     | Bemerkung                                                |
| ------------ | ---- | ------------------------------------ | -------------- | -------- | -------------------------------------------------------- |
| 31. Mai 2014 | 7    | ETU Aquathlon European Championships | Köln           | 00:33:07 | Europameisterschaft im Aquathlon beim Swim & Run Cologne |